# Neopetrolisthes
Neopetrolisthes Miyake, 1937 è un genere di crostacei decapodi appartenente alla famiglia Porcellanidae.

## Tassonomia
Comprende le seguenti specie:
- Neopetrolisthes alobatus (Laurie, 1926)
- Neopetrolisthes maculatus o Neopetrolisthes ohshimai (H. Milne Edwards, 1837)
- Neopetrolisthes spinatus Osawa & Fujita, 2001